# Porphyrostachys pilifera
Porphyrostachys pilifera là một loài thực vật có hoa trong họ Lan. Loài này được (Kunth) Rchb.f. miêu tả khoa học đầu tiên năm 1854.